# Juan Debenedetti
Juan Virgilio Debenedetti fue un político argentino que ocupó el cargo de Intendente de la Ciudad de Buenos Aires en dos oportunidades, primero designado por Juan Domingo Perón entre 1949 y 1952, y la segunda vez por unos días en 1973, designado por Raúl Lastiri.

## Biografía
Debenedetti era un histórico militante del Partido Peronista, cercano a Eva Perón y a Juan Pistarini, que desarrolló gran parte de su carrera como empleado estatal. Previamente se había desempeñado como Ministro de Obras Públicas de Tucumán entre 1943 y 1944. Con Juan Pistarini como Ministro de Obras Públicas de la Nación comenzó, primeramente como asesor, para luego desempeñarse como Subsecretario de Obras Públicas. En esta función tendría una vital importancia para el entonces intendente Emilio Siri, con quien contribuyó en el desarrollo de obras públicas para la ciudad.
Debenedetti ocupó por primera vez la intendencia de Buenos Aires por designación de Juan Domingo Perón, asumiendo el 26 de noviembre de 1949 reemplazando a Emilio Siri. Algunas versiones señalan que fue designado por recomendación de Benito Llambí. Sin embargo, se ha señalado que su designación era una muestra de la influencia de Eva Perón en los cargos gubernamentales. Su gestión se caracterizó en la construcción de viviendas accesibles, rivalizando en su puesto con el ministro Pistarini a este respecto. Durante su gestión se destaca el comienzo de la construcción Autódromo Oscar y Juan Gálvez
—originalmente planificado como Autódromo 17 de octubre—, que no pudo llegar a inaugurar como intendente ya que en febrero de 1952 fue reemplazado por Jorge Sabaté.
Fue puesto en funciones nuevamente en 1973 como intendente, cargo que ocuparía tan solo 20 días entre el 7 de agosto y el 27 de agosto de 1973, según afirmó el presidente Raúl Lastiri «por indicaciones del general Perón». Terminó renunciando al cargo tras diversos enfrentamientos con sindicatos. Entre otras cosas, Debenedetti había tenido desencuentros con distintas organizaciones gremiales y sectores del peronismo, entre ellos el de los empleados de cementerios.